# Timeless (альбом Дайан Шуур)
Timeless — студийный альбом американской певицы и пианистки Дайан Шуур, выпущенный в 1986 году на лейбле GRP Records. Альбом содержит аранжировки Билли Мэя, Джонни Мэндела, Патрика Уильямса и Джереми Лаббока. Певице аккомпанирует большой струнный оркестр и биг-бэнд, а среди приглашенных солистов — тенор-саксофонист Стэн Гетц, тромбонист Билл Уотроус, вибрафонист Ларри Банкер и трубач Уоррен Люнинг.
Альбом принёс Шуур первую номинацию на премию «Грэмми» за лучшее джазовое вокальное исполнение среди женщин, которая в итоге оказалась победной.

## Отзывы критиков
| Оценки критиков                            | Оценки критиков |
| Источник                                   | Оценка          |
| ------------------------------------------ | --------------- |
| AllMusic                                   | [ 2 ]           |
| The Encyclopedia of Popular Music          | [ 3 ]           |
| MusicHound Jazz: The Essential Album Guide | [ 4 ]           |

Скотт Яноу из AllMusic заявил, что Дайан Шуур всегда любила исполнять стандарты и её третья запись неизбежно вызывает интерес у слушателей джаза, и также отметил её превосходный голос, особенно в таких мелодиях, как «Easy to Love», «How About Me» и «Please Send Me Somebody to Love».

## Список композиций
1. «How Long Has This Been Going On?» (Джордж Гершвин, Айра Гершвин) — 4:25
2. «You’d Be So Easy to Love» (Коул Портер) — 2:57
3. «Come Rain or Come Shine» (Гарольд Арлен, Джонни Мерсер) — 4:57
4. «How About Me?» (Ирвинг Берлин) — 4:30
5. «Do Nothin’ Till You Hear from Me» (Дюк Эллингтон, Боб Расселл) — 3:41
6. «A Time for Love» (Джонни Мэндел, Пол Фрэнсис Уэбстер) — 5:43
7. «I Can’t Believe That You’re in Love With Me» (Кларенс Гаскилл, Джимми Макхью) — 3:31
8. «Please Send Me Someone to Love» (Перси Мэйфилд) — 2:50
9. «Impossible» (Стив Аллен) — 4:51
10. «Travellin’ Blues» (Дэйв Брубек, Айола Брубек, Алан Джей Лернер) — 3:56
11. «Too Late Now» (Бертон Лэйн, Алан Джей Лернер) — 4:13
12. «Don’t Like Goodbyes» (Гарольд Арлен, Трумен Капоте) — 3:55

## Чарты

### Еженедельные чарты
| Чарт (1986—1987)                             | Высшая позиция |
| -------------------------------------------- | -------------- |
| США (Billboard Top Jazz Albums)              | 13             |
| США (Billboard Top Contemporary Jazz Albums) | 17             |

### Годовые чарты
| Чарт (1987)                                  | Позиция |
| -------------------------------------------- | ------- |
| США (Billboard Top Contemporary Jazz Albums) | 23      |